# Carrer del Palau (Bagà)
El Carrer del Palau és una obra de Bagà (Berguedà) inclosa a l'Inventari del Patrimoni Arquitectònic de Catalunya.

## Descripció
Construcció de cases enlairades en un carrer estret, aprofitant el pendent del terreny. Els habitatges són força alts, de tres o quatre plantes, molts d'ells encara amb la façana sense arrebossar i es poden veure noves obertures. Malgrat totes les modificacions, el carrer conserva el seu traçat urbanístic original.

## Història
L'origen de la població de Bagà correspon a la iniciativa de Galceran de Pinós (IV) i a la seva muller Esclaramunda, quan l'any 1233 atorgà la carta de població i franqueses que donà origen a la nova vila. Sembla que fou el mateix baró qui dissenyà els carrers i establí les parcel·les de cada casa. El carrer de palau es troba endissat dins les muralles i comunicava amb el palau de la vila.